# HIV整合酶
HIV整合酶是一种由HIV自带、可以使带有HIV基因的DNA分子与人的辅助T细胞的染色质相互接合的一种酶。

## 产生方式
该酶由HIV宿主细胞(通常为人类的免疫T4细胞，有时为人类脑细胞)合成，在宿主细胞裂解前，进入新产生的HIV。

## 作用机理
HIV入侵宿主细胞后，首先将两条RNA链（自带的）逆转录为两条互补的DNA链（HIV为RNA病毒），然后该酶才会发生作用。该酶与DNA连接酶作用类似，可以使病毒DNA与宿主细胞DNA分子之间脱水缩合，从而连接成为一体，为下一步的转录和翻译，即复制病毒自己做好准备。该酶需要镁离子作为辅酶，才能正常工作。

### 具体过程
1. 识别病毒DNA末端的特异四碱基序列CAGT。
2. 催化酯基转移反应。
3. 整合酶与胞质中的病毒双链DNA结合并催化反应。
4. 上一步形成的病毒DNA蛋白复合物进入宿主细胞核。
5. 修复分子（扫尾工作）。[2]

## 化学本质
该酶的化学本质是一种易溶于水的蛋白质，由288个氨基酸脱水缩合组成。目前，该酶分子结构已经使用X射线衍射法探明。

## 发现意义
该酶的发现，为新抗艾滋病药物——HIV整合酶抑制剂的发明成为可能。HIV整合酶抑制剂是抗逆转录药物之外另一种重要的抗艾滋病药。目前，该药作用机理已经比较清楚，已于2006年进行过临床试验，结果表明该药确实有减缓并阻止艾滋病毒繁殖的功效，但药物仍在研发中，尚未投入市场。